# فلات اقیانوسی

نقشه موقعیت فلات‌های اقیانوسی (رنگ سبز) در منطقه استرالیا-نیوزیلند در جنوب اقیانوس آرام.

فلات اقیانوسی یا فلات زیردریایی به پهنه‌ای وسیع و نسبتاً هموار گفته می‌شود که مرتفع‌تر از ناهمواری‌های پیرامون خود بوده و یک سمت یا اطراف آن نسبتاً پرشیب باشد.
۱۸۴ فلات اقیانوسی در زمین وجود دارد که در مجموع پهنه‌ای به مساحت ۱۸٬۴۸۶٬۶۰۰ کیلومتر مربع یا ۵٫۱۱٪ از اقیانوس‌ها را می‌پوشانند. منطقه اقیانوس آرام جنوبی در اطراف استرالیا و نیوزیلند دربردارنده بیشترین تعداد فلات‌های اقیانوسی در دنیاست.

## فهرست فلات‌های اقیانوسی

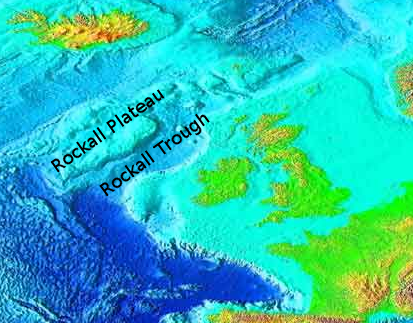
فلات Rockall در اقیانوس اطلس شمالی بر روی پوسته اقیانوسی قرار دارد. این فلات از گرینلند تا گشودگی اقیانوس اطلس شمالی شکاف خورده‌است.

| اقیانوس            | مساحت (km2) | مساحت فلات (%) | شمار فلات‌ها | میانگین مساحت فلات (km2) |
| ------------------ | ----------- | -------------- | ----------- | ------------------------ |
| اقیانوس شمالگان    | ۱٬۱۹۳٬۷۴۰   | ۹٫۱۹           | ۱۲          | ۹۹٬۴۸۰                   |
| اقیانوس هند        | ۵٬۰۳۶٬۸۷۰   | ۷٫۰۶           | ۳۷          | ۱۳۶٬۱۳۰                  |
| اقیانوس اطلس شمالی | ۱٬۶۲۸٬۳۶۰   | ۳٫۶۴           | ۳۶          | ۴۵٬۲۳۰                   |
| اقیانوس آرام شمالی | ۱٬۸۵۶٬۷۹۰   | ۲٫۲۶           | ۳۳          | ۵۶٬۲۷۰                   |
| اقیانوس اطلس جنوبی | ۱٬۲۲۰٬۲۳۰   | ۳٫۰۲           | ۹           | ۱۳۵٬۵۸۰                  |
| اقیانوس آرام جنوبی | ۷٬۰۵۴٬۸۰۰   | ۸٫۰۹           | ۵۰          | ۱۴۱٬۱۰۰                  |
| اقیانوس جنوبگان    | ۴۹۵٬۸۳۰     | ۲٫۴۴           | ۱۲          | ۴۱٬۳۲۰                   |
| اقیانوس جهانی      | ۱۸٬۴۸۶٬۶۱۰  | ۵٫۱۱           | ۱۸۴         | ۱۰۰٬۴۷۰                  |